# Olimpijski Center Novo mesto
Koordinaten: 45° 48′ 21,6″ N, 15° 7′ 38,6″ O
Das Olimpijski Center Novo mesto (Olympic Centre Novo mesto) ist eine multifunktionale Sporthalle im slowenischen Novo mesto mit der ersten überdachten Radrennbahn des Landes.

## Geschichte und Beschreibung
Im Jahre 1996 wurde in Češča vas, einem Stadtteil von Novo mesto, für die Ausrichtung der Junioren-Bahnweltmeisterschaften eine Radrennbahn gebaut. Seit 2016 befindet sich hier der Sitz des Radsportteams Adria Mobil. Ab 2019 wurde die Radrennbahn mit einer Traglufthalle überbaut, und es wurden zusätzliche Anlagen für die Leichtathletik wie etwa eine 200 Meter lange Laufbahn geschaffen. Der Innenraum wurde für weitere Sportarten wie Hand- oder Basketball nutzbar gemacht.
Offiziell wurde die Sportstätte im November 2019 eröffnet, aber schon zu Anfang des Jahres wurden dort Hallen-Leichtathletikmeisterschaften für verschiedene Altersklassen ausgetragen.
Die Radrennbahn aus dem Holz der Sibirischen Zirbelkiefer ist 250 Meter lang und entspricht damit internationalem Standard. Im Oktober 2021 fanden im Olimpijski Center Novo mesto die ersten slowenischen Bahnmeisterschaften statt.
Die Halle wurde für den europäischen Architekturpreis EU Mies Award 2022 nominiert.